# Maurice Warnon
Maurice Henri Joseph Warnon (5 april 1937 - Renlies, 23 maart 2011) was een Belgische geestelijke die van 15 augustus 2005 tot zijn dood voorzittend bisschop was van de Vrij-Katholieke Kerk. Hij was de zoon van Elisabeth Warnon.
Na het behalen van een onderwijzersdiploma aan de École Normale Provinciale van Morlanwelz studeerde Maurice Warnon psychologie, pedagogie en methodologie aan de Vrije Universiteit van Brussel. Om professionele redenen studeerde hij vervolgens informatica in Genval, aan het Massachusetts Institute of Technology in Boston en aan de Empire State University Albany te New York.
In 1959 huwde hij Joanna Mathilde Poortman en zij vestigden zich in 1964 in Brussel. In 1979 emigreerde het gezin naar de Verenigde Staten.
Warnon werd in 1968 door Philippe Encausse benoemd als hoofd van het Martinisme in Nederland en in 1974 stichtte hij de Martinisten Orde der Nederlanden. Hij was ook een aantal jaren voorzitter van de Branche Arundale van de Belgische Theosofische Vereniging.
Op 15 augustus 2005 werd Warnon unaniem verkozen tot voorzittend bisschop van de Vrij-Katholieke Kerk, een ambt dat hij tot zijn dood bekleedde.